# Kurubarahalli, Sira
Kurubarahalli là một làng thuộc tehsil Sira, huyện Tumkur, bang Karnataka, Ấn Độ.